# Bariumhypochlorit
Bariumhypochlorit ist eine anorganische Verbindung aus der Gruppe der Hypochlorite und das Bariumsalz der Hypochlorigen Säure.

## Herstellung
Bariumhypochlorit kann durch Reaktion von Bariumhydroxid mit elementarem Chlor in wässriger Lösung hergestellt werden.

## Eigenschaften
Bariumhypochlorit ist ein farbloser kristalliner Feststoff, das als starkes Oxidationsmittel wirkt. Es zersetzt sich in Wasser.

## Verwendung
Bariumhypochlorit wird als Bleichmittel und als Antiseptikum verwendet.